# Google Spaces
Google Spaces是一款由Google开发的应用程序。 该应用的競爭對手是Slack，Google Spaces用户可以创建一個“空间”，然後邀请朋友來空間讨论以及向他人分享视频、圖片、文本以及其他文件。该应用程序内置了Google Chrome、Google搜索和YouTube等服务。  2016年5月16日，Google Spaces正式推出，而且适用于Microsoft Windows 、MacOS 、 Android和IOS。 2017年4月17日，Google Spaces停止服务。 